# Самоповреждение
Самоповрежде́ние, или самоповрежда́ющее поведе́ние (также используется англицизм селфха́рм от англ. self-harm) — преднамеренное повреждение своего тела по внутренним (душевным) причинам чаще всего без суицидальных намерений. Самоповреждение встречается как симптом многих психических расстройств. Наиболее частая форма самоповреждения — порезы кожи и расцарапывание кожи при помощи острых предметов. Другие формы самоповреждения включают в себя пережатие и удары по частям тела, обжигание кожи, препятствование заживлению ран, вырывание волос, употребление токсических веществ. Люди, занимающиеся селфхармом, называются селфхармщиками.
Поведение, связанное со злоупотреблением психоактивными веществами и расстройствами приёма пищи, не относится к самоповреждениям, поскольку побочные эффекты, связанные с повреждениями тканей, получаются человеком непреднамеренно. Несмотря на то что самоубийство не является намерением причинить вред, связь между самоповреждением и самоубийством сложна, поскольку повреждение тела является потенциально опасным для жизни. Риск самоубийства среди людей, которые причиняют себе вред, является высоким. 40—60 % всех самоубийств сопровождаются самоповреждениями. Однако считать, что люди, склонные к самоповреждениям, также являются потенциальными самоубийцами, в большинстве случаев — неточно.
Самоповреждение отмечено в DSM-IV и DSM-5 как симптом пограничного расстройства личности. До 70 % пациентов с пограничным расстройством личности совершают самоповреждения без суицидальных намерений. Однако могут повреждать себя также пациенты с другими диагнозами, такими как большое депрессивное расстройство, тревожные расстройства, злоупотребление психоактивными веществами, расстройства приёма пищи, посттравматическое стрессовое расстройство, шизофрения, гендерная дисфория и различные расстройства личности. Самоповреждения могут проявляться и у людей, которые не имеют основного клинического диагноза, однако даже в доклинических случаях самоповреждение связано с различными проблемами психического здоровья, включая тревогу, суицидальность и депрессию. Причинение себе вреда часто может быть связано с травмами, связанными в том числе с эмоциональным и сексуальным насилием. Самоповреждающее поведение, характеризующееся постоянностью и не являющееся вторичным по отношению к распознаваемому психическому расстройству, кодируется в МКБ-10 как «другие расстройства привычек и влечений» (код F63.8).
Самоповреждение может быть симптомом такой болезни, как синдром Лёша — Нихена. Навязчивое агрессивное поведение и самоповреждение в этом случае связано с дефицитом фермента гипоксантин-гуанинфосфорибозилтрансферазы.
Не исключены самоповреждения среди молодых женщин, ветеранов войн, обитателей домов-интернатов, заключённых, представителей сексуальных меньшинств (вероятно, как следствие неприятия обществом), среди людей, подвергавшихся жестокому обращению в детстве.

## Причины самоповреждения
В большинстве случаев, осознанно или неосознанно для пациента, самоповреждение является ответом на сильную эмоциональную, психологическую боль. Из-за того, что внимание пациента переключается на чувство физической боли, эмоциональная боль притупляется — могут временно ослабнуть чувство депрессии, чувство вины, ощущение тревоги, стресса, мучительные воспоминания. Этому также способствуют эндорфины — вещества, естественным образом выделяющиеся в организме при физической травме и способные уменьшать боль и улучшать эмоциональное состояние. Однако после затухания физической боли и прекращения действия эндорфинов эмоциональные страдания возвращаются, что влечёт необходимость повторять самоповреждение вновь и вновь. Со временем самоповреждение часто превращается в привычку.
В некоторых случаях самоповреждение вызвано, наоборот, ощущением внутренней эмоциональной пустоты, потерянности, одиночества. В этом случае физическая боль помогает пациенту почувствовать, что он ещё жив. Это состояние опустошённости может возникнуть как у здорового человека, так и быть вызвано психическим расстройством. Вот пример описания пациентом такого состояния: «Я резал себя, просто чтобы почувствовать боль. Это давало мне ощущение, что я реально существую, что я не сон». Очень подробно это состояние описано в автобиографической книге Арнхильд Лаувенг «Завтра я всегда была львом». Однако после прохождения физической боли от самоповреждения ощущение внутренней пустоты возвращается, что также ведёт к необходимости новых самоповреждений.
Некоторые больные используют самоповреждения в качестве способа снятия агрессии.
Часто самоповреждения вызваны чувством вины, действительной или мнимой. В этом случае пациент наказывает себя, нанося самоповреждения. Пациенты так описывают своё состояние: «Мне необходимо было причинить себе вред, наказать себя за то, каким ужасным человеком я был, как мне казалось, и чтобы рассеять туман в голове. Как только я причинял себе вред, я снова чувствовал, что контролирую ситуацию, чувствовал спокойствие, как будто в моей голове была нажата кнопка перезагрузки». Подростки, совершая самоповреждения, нередко вырезают на коже слова, ассоциированные с чувством вины, такие как «тупой», «неудачник», «толстуха» и т. п.
Ещё одна причина самоповреждений — необходимость привлечь к себе внимание, удовлетворить некие потребности, об удовлетворении которых пациент по каким-то причинам не может попросить или которые окружающие отказываются удовлетворять. Такие самоповреждения легко отличить по их демонстративности (в то время как следы самоповреждений, вызванных другими причинами, обычно скрывают). Известно, например, что самоповреждение является частым выражением просьбы и даже шантажа у умственно отсталых пациентов, находящихся в стационаре и требующих что-то от персонала.
Самоповреждающее поведение может быть проявлением ритуалов и верований. Широкую известность получила книга о самоповреждениях ритуального характера в Марокко — «Яркий красный крик» Мэрили Стронг. В ней говорится о народных целителях, вводящих себя в транс и наносящих себе глубокие порезы в области головы.
Часто люди не могут вербализовать смысл самоповреждений, однако в целом отмечают, что это им приносит некоторое облегчение, избавляет от негативных чувств и внутреннего напряжения, избавиться от которых каким-то другим способом невозможно.
Б. Джозеф (1982) находил в самоповреждающем поведении аддиктивные радикалы и называл самоповреждение «аддикцией, состоянием, близким к смерти». В данном варианте часто речь идёт о мазохистах, испытывающих удовольствие от самоповреждения, испытывающих «любовь» к боли и страданиям. Т. Райх (1933) выделил «мазохистический характер», который фиксирован на самоповреждениях и страданиях. В приложении к DSM-III-R (1987) в качестве диагностической категории, требующей дальнейшего изучения, было представлено мазохистическое (самоповреждающее) расстройство личности, но оно не сохранилось в следующих редакциях.
В случае шизофрении самоповреждение может быть вызвано императивными (приказывающими, повелительными) галлюцинациями. В этих случаях человек слышит приказы нанести себе увечья, противиться которым он почти не может.

## Виды самоповреждений
Согласно Международной классификации болезней селфхарм может включать в себя:
- порезы;
- ожоги;
- удары;
- злоупотребление алкоголем, курением, наркотиками и лекарствами;
- отказ от пищи или воды;
- навязчивое стремление выдёргивать волосы на голове и теле (трихотилломания);
- расцарапывание кожи (дерматилломания);
- контакт с горячими предметами;
- прыжки с высоты;
- укусы животных.

А. Фавацца и К. Контерио (1989) выделяют 3 типа девиантного самоповреждения: большое, стереотипное, простое или упрощённое.
1. Большое. Редкие, но сильно повреждающие действия, например отрубание части тела или кастрация.
2. Стереотипное. Ритмические и монотонные аутоагрессивные действия, например кусание частей своего тела или битьё головой о стену. Часто встречается у лиц с умственной отсталостью и страдающих детским аутизмом.
3. Простое. Наиболее часто встречающийся. Например, нанесение кожных порезов, обжигание, вырезание знаков на коже, прокалывание себя иглами, расцарапывание ран.

## Методы лечения
Полное излечение от самоповреждения возможно только при устранении внутренней причины, вызвавшей эмоциональную боль или чувство опустошения, которые привели к самоповреждению. Для этого психолог или психотерапевт должен сначала выявить эту внутреннюю причину (или причины) в ходе разговоров с пациентом. Затем должна быть индивидуально подобрана наиболее эффективная для данного пациента психотерапия, направленная на устранение причины самоповреждений. Часто применяются когнитивно-поведенческая психотерапия, диалектическая поведенческая терапия, психодинамическая терапия и терапевтические техники, основанные на развитии внутренней осознанности (англ. mindfulness-based therapies).
В ходе терапии, пока внутренняя причина самоповреждения не устранена (её поиск и устранение может занять много времени), пациенту рекомендуется постепенно заменять самоповреждающие действия на другие, менее травматичные. Вначале, во избежание ран на коже, пациенту предлагается носить на запястье резинку, оттягивая и отпуская которую он всё ещё сможет причинять себе боль, но не оставляя при этом следов на коже. Затем пациенту предлагается при ощущении желания самоповреждения занимать себя другими делами: физическими упражнениями, танцами, уборкой, прогулкой, музицированием, видеоиграми, записыванием своих мыслей и ощущений в дневник и т. д. Некоторым пациентам помогает разрывание бумаги, крик, удары по боксёрской груше и т. п. При возникновении чувства опустошения и оторванности от действительности рекомендуется холодный душ, острая пища, вдыхание сильных запахов и т. п. Предметы, используемые для самоповреждения, лучше убрать, чтобы они не вызывали искушения.
Для уменьшения депрессии в ходе лечения от самоповреждения успешно применяются антидепрессанты, седативные препараты. Если самоповреждения возникли на фоне шизофрении, применяются медикаменты для лечения шизофрении.
Со стороны семьи и друзей пациента важно проявление поддержки. Обсуждение чувств, доброжелательные и доверительные отношения внутри семьи имеют огромное значение.